# Saint-Quentin-les-Chardonnets
 Saint-Quentin-les-Chardonnets  es una población y comuna francesa, situada en la región de Baja Normandía, departamento de Orne, en el distrito de Argentan y cantón de Tinchebray.

## Demografía
| 362 | 348 | 311 | 321 | 300 | 302 |
| Para los censos de 1962 a 1999 la población legal corresponde a la población sin duplicidades (Fuente: INSEE [Consultar]) |     |     |     |     |     |